# Bitly
Bitly, anciennement bit.ly est un service de réduction d'URL. La compagnie Bitly, inc. a été fondée en 2008 et est basée à New York. Bitly raccourcit 600 millions de liens par mois[réf. nécessaire]. La compagnie compte rentabiliser ses services en analysant la vaste quantité de données qu'ils recueillent sur l'utilisation de leurs liens.

## Service
À l'origine, le service est particulièrement utilisé sur des sites de microblogging comme Twitter (avant que les liens soient automatiquement raccourcis en t.co par l'entreprise elle-même) et cherche à concurrencer TinyURL, l'un des services les plus populaires sur le web. 
En plus de son service principal de raccourcissement d'URL, le site fournit des outils pour afficher les statistiques détaillées concernant les utilisateurs qui suivent les liens générés. Dans la même veine, l'entreprise propose également la génération de codes QR. 
La compagnie derrière bit.ly a lancé un service similaire pour les vidéos en ligne, ce qui permet de déterminer quelles sont les plus populaires sur le web[réf. nécessaire].
Bit.ly propose plusieurs caractères dans l'encodage de ces liens : de 'a' à 'z', de 'A' à 'Z' et de '0' à '9'. Sur chaque caractère d'un lien généré, 62 combinaisons sont possibles : en théorie Bit.ly pourrait générer des liens vers 627 adresses, soit plus de 3 billions, tout en conservant une adresse raccourcie de la même longueur.

## Domaines alternatifs
.ly est le domaine de premier niveau de la Libye. Le gouvernement libyen a déjà ôté la permission d'utilisation de leur domaine à des sites jugés incompatibles avec la loi musulmane. Depuis 2011, bit.ly redirige vers bitly.com. 
L'entreprise vend un service qui permet également d'utiliser un domaine personnalisé. Par exemple, le New York Times utilise nyti.ms. 